# Rivière aux Rochers
Der Rivière aux Rochers (französisch für „Felsenfluss“) ist ein Zufluss des Sankt-Lorenz-Golfs in der Verwaltungsregion Côte-Nord in der kanadischen Provinz Québec.

## Flusslauf
Der Rivière aux Rochers ist ein 36 km langer Fluss im Süden der Labrador-Halbinsel. Er bildet den Abfluss des langgestreckten Sees Lac Walker. Der Rivière MacDonald trifft rechtsseitig unterhalb des Lac Walker auf den Rivière aux Rochers. Dieser fließt anfangs 9 km nach Süden. Anschließend biegt er scharf nach Osten ab und fließt 11 km in diese Richtung. Bei Flusskilometer 36 trifft der Rivière Pasteur von Norden kommend auf den Rivière aux Rochers. Im Anschluss biegt der Rivière aux Rochers scharf nach Süden ab und fließt etwa 6 km in diese Richtung. Er spaltet sich auf halber Strecke in zwei Flussarme auf, welche die Flussinsel Île Quinn umströmen. Der Rivière aux Rochers fließt nun erneut 6,5 km nach Osten. Am Flusslauf liegen mehrere Wasserfälle und Stromschnellen, darunter bei Flusskilometer 6 die Rapides du Six Milles (⊙). Der Rivière aux Rochers wendet sich ein letztes Mal nach Süden. Dabei spaltet er sich erneut in zwei Flussarme auf. Am westlichen Flussarm liegen die Wasserfälle Chute des Noyés (⊙), am östlichen Flussarm die Rapides du Chien Blanc (⊙). 1,5 km oberhalb der Mündung überquert die Route 138 den Fluss. Etwa einen Kilometer oberhalb der Mündung befindet sich das Wehr Barrage des Pionniers (⊙). Die Kleinstadt Port-Cartier liegt beiderseits der Mündung des Rivière aux Rochers in den Sankt-Lorenz-Golf. Im Mündungsbereich befinden sich drei größere Inseln: Île Patterson, Île Keeting und Île McCormick. Der Rivière Dominique mündet in den östlichen Teil des Mündungsbereiches.

## Quellflüsse
Der 32 km lange See Lac Walker wird an seinem nördlichen Ende von den zwei größeren Flüssen Rivière Schmon und Rivière Gravel gespeist. Die gesamte Flusslänge einschließlich dem Rivière Schmon, der seinen Ursprung westlich des Sees Lac Trouvé hat, beträgt etwa 180 km.